# Islandska narodna Crkva
Evangelička luteranska Crkva Islanda (islandski: Hin evangelíska lúterska kirkja) ili još zvana Narodna Crkva (islandski: Þjóðkirkjan), Islandska narodna Crkva (is. Íslenska þjóðkirkjan)- islandska je državna vjerska evangelistička luteranska zajednica, koju čini velika većina stanovnika Islanda.
Na čelu je biskup, čija se rezidencija nalazi u Reykjaviku. Crkva ima 295 župa i 112 vjerskih pastira koji su ministri i brinu o 245 000 vjernika (od kojih samo 10% pohađa crkvu jednom mjesečno).
Povijest Islandske Crkve podijeljena je u tri razdoblja: pojava kršćanstva (1000.), reformacijsko razdoblje (1540. – 1550.) i razdoblje od kada pripada pod Dansku Evangelističku Luteransku Crkvu.
Članica je Zajednice iz Porvooa.